# Hüttruper Heide
Die Hüttruper Heide ist eine Heidelandschaft im Grevener Ortsteil Hüttrup.
Ein kleiner Teil von 12,3 Hektar des früher ausgedehnten Heidegebiets zwischen Eltingmühlenbach im Südwesten, Ladberger Mühlenbach im Norden und dem Dortmund-Ems-Kanal im Osten wurde 1938 unter Naturschutz gestellt. Alle übrige Flächen wurden nach und nach urbar gemacht oder aufgeforstet.

## Zwei Gebietsteile unter Schutz

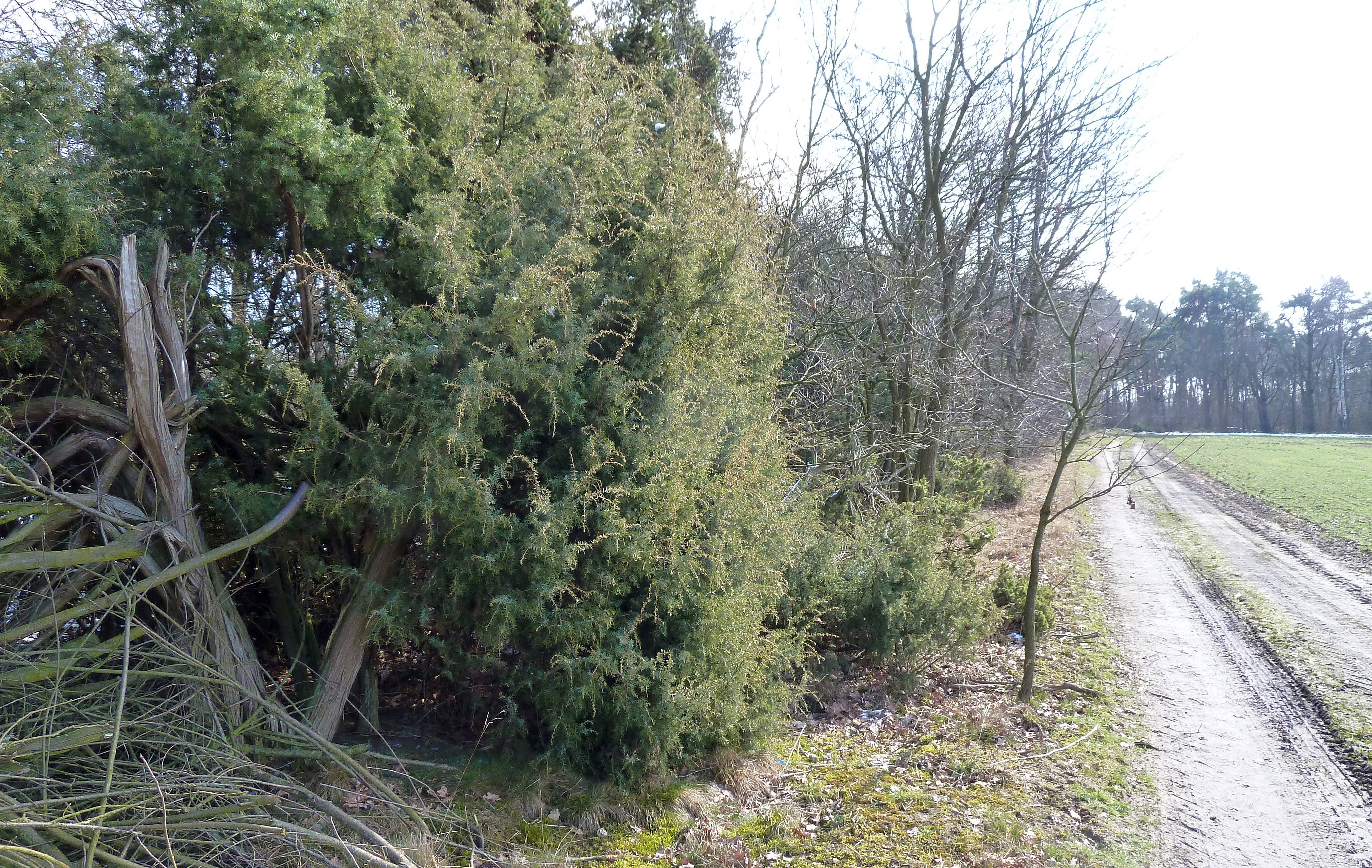
Wacholder am Rande der Hüttruper Heide

Der nordöstliche Teil des Naturschutzgebiets ist ein schmaler Gehölzriegel mit rund 200 Wacholdern, die eine Höhe von bis zu 6 Metern erreichen. Der Unterwuchs besteht aus Drahtschmiele, wenig Besenheide (Calluna vulgaris), Schaf-Schwingel und Rippenfarn. Eichen, Birken und Kiefern bedrängen zunehmend die Wacholder, die bei zu starker Beschattung rückläufig werden und schließlich absterben.
Im südwestlichen Teilgebiet, das zum Teil aus Kiefernwald besteht, liegt eine feuchte, vor allem mit Pfeifengras (Molinia caerulea) bestandene Senke, die in den Wintermonaten mit Wasser gefüllt ist. Die früher häufige Glockenheide (Erica tetralix) kommt hier kaum noch vor. Bis heute konnte sich jedoch der in Nordrhein-Westfalen stark gefährdete Lungen-Enzian (Gentiana pneumonanthe) halten, der innerhalb des Schutzgebiets eines seiner größten Vorkommen im Kreis Steinfurt besitzt. 1992 konnten hier noch über 1000 Exemplare dieser Pflanze beobachtet werden. Trotz mancher Beeinträchtigungen wies man noch in jüngerer Zeit im Gebiet 25 bedrohte Pflanzenarten nach. Zu den Brutvögeln der Hüttruper Heide gehörten früher Birkhuhn, Raubwürger und der Große Brachvogel. Einzig der Kiebitz scheint sich nach wie vor in größerer Zahl im Bereich des Schutzgebietes einzufinden.

## Vernichtungspläne
Die Hüttruper Heide ist ebenfalls Standort des Flughafens Münster-Osnabrück und des südlich anschließenden „Airportpark FMO“. Das Strukturkonzept dieses Gewerbegebiets sieht die Vernichtung des Naturschutzgebiets vor. Schon im Vorfeld der Erschließung für die Kreisstraße 1, die den Flughafen Münster/Osnabrück seit Herbst 2010 mit einem direkten Autobahnanschluss der südlich tangierenden Bundesautobahn 1 verbindet, wurde die Landschaft gezielt entwertet. Peripheres Grünland des Schutzgebiets, das erst in den 1990er Jahren als Pufferzone angelegt worden war, wurde noch vor der Begutachtung umgebrochen und Kleingewässer – so genannte Blänken, die Laichgewässer des Kammmolchs waren – wurden zugeschüttet. „Ersatz“ für das zu vernichtende Schutzgebiet soll zwar geschaffen werden, jedoch wird es das Naturschutzgebiet nicht ersetzen können.